# Eudejeania subalpina
Eudejeania subalpina là một loài ruồi trong họ Tachinidae.